# Juraj Dovičovič
Juraj Dovičovič (1980. május 27. –) szlovák válogatott labdarúgó.

## Mérkőzései a szlovák válogatottban
| #  | Dátum             | Ellenfél     | Eredmény | Kiírás              | Esemény |
| -- | ----------------- | ------------ | -------- | ------------------- | ------- |
| 1. | 2004. április 28. | Ukrajna      | 1 – 1    | barátságos mérkőzés | 84'     |
| 2. | 2004. május 29.   | Horvátország | 0 – 1    | barátságos mérkőzés | 66'     |

## Sikerei, díjai
Djurgårdens IF Fotboll:
- Svéd labdarúgókupa: 2004